# Friedrich Scholz (Sprachwissenschaftler)
Friedrich Scholz (* 1. März 1928 in Hamburg; † 27. Mai 2016 in Münster) war ein deutscher Sprachwissenschaftler und Literaturwissenschaftler. Er war in seiner Generation einer der sehr wenigen deutschsprachigen Philologen, die in der Sprachwissenschaft und in der Literaturwissenschaft gleichermaßen ausgewiesen waren, und war zu Lebzeiten bekannt für die außerordentliche Breite seiner Kenntnis europäischer Sprachen.

## Leben
Friedrich Scholz wuchs in Hamburg auf und zeigte schon als Schüler eine große Begabung und Begeisterung für Sprachen. Er lernte Griechisch, Latein, Französisch, Spanisch, Englisch, Russisch und Georgisch. Nach Kriegsende unterrichtete er in Lagern für Displaced Persons rund um Hamburg und begegnete dabei Flüchtlingen aus den baltischen Staaten, die sich nach Westen gerettet hatten, nachdem ihre Heimatländer 1944/1945 von der Sowjetunion besetzt worden waren und dort der Stalinismus durchgesetzt wurde. Diese Begegnungen regten Scholz an, sich fortan auch mit den baltischen Sprachen Lettisch und Litauisch zu befassen. 1947 legte er das Abitur ab.

### Studium und Anfänge der wissenschaftlichen Laufbahn
Nach dem Abitur studierte Scholz an der Universität Hamburg als Stipendiat der Studienstiftung des deutschen Volkes (später, als Professor, war er deren Vertrauensdozent) Vergleichende Sprachwissenschaft, Germanistik, Baltistik, Slawistik, Indologie und Klassische Philologie. Bei Ernst Fraenkel hörte er Vorlesungen über baltische Sprachen und Literaturen – und zwar zumeist auf Litauisch und Lettisch, nicht auf Deutsch. Weitere ihn prägende Lehrer waren Eberhard Tangl und der Keltologe Hans Hartmann, dem Scholz seine solide Kenntnis der indogermanischen Sprachgeschichte verdankte. Mit einer von Hans Hartmann betreuten Dissertation (Studien zur Geschichte des umschriebenen Perfekts in den slawischen Sprachen) wurde er am 10. Juli 1953 von der Universität Hamburg zum Dr. phil. promoviert. Nach der Promotion wurde er Hartmanns Assistent am Seminar für Vergleichende Sprachwissenschaft der Universität Hamburg. Sein sprachgeschichtliches Interesse richteten sich in den folgenden Jahren vor allem auf das Altkirchenslawische und auf das Russisch-Kirchenslawische. 1959 habilitierte sich Scholz an der Universität Hamburg mit einer Habilitationsschrift über Unpersönliche Ausdrücke im Russischen, die sich auf Personen beziehen für das Fach Allgemeine und Vergleichende Sprachwissenschaft. Von 1959 bis 1962 lehrte Scholz als Privatdozent für Vergleichende Sprachwissenschaft an der Universität Hamburg.

### Professor in Mainz und Münster
1962 berief die Universität Mainz Scholz zunächst zum außerordentlichen und im Folgejahr zum ordentlichen Professor für Slawistik. Da er in Mainz der einzige Professor für dieses Fach war, hatte er es in dessen Gesamtheit zu vertreten. Daher eignete er sich Kenntnisse weiterer slawischer Sprachen an und widmete sich intensiv den slawischen Literaturen. Zudem unterrichtete er am Auslands- und Dolmetscherinstitut der Universität Mainz in Germersheim.
1966 berief die Universität Münster Scholz auf den Lehrstuhl für Slawische Philologie. Auf seine Initiative hin wurde dieser Lehrstuhl 1968 zum Lehrstuhl für Slawische und Baltische Philologie erweitert und später zum Slawisch-Baltischen Seminar ausgebaut. Seit den 1970er Jahren befasste sich Scholz auch eingehend mit dem Finnischen und Estnischen. Dank seiner profunden Kenntnisse von Sprachen aus drei Sprachfamilien (finno-ugrische Sprachen, baltische Sprachen und Slawische Sprachen) war er maßgeblich am internationalen areallinguistischen Projekt zur Strukturierung des Sprachraumes des östlichen Ostseegebietes beteiligt.
Zusätzlich zu seinem Stundendeputat an Lehrveranstaltungen der Slawistik gab er Kurse zum Erlernen und Vertiefen der litauischen, lettischen, estnischen und georgischen Sprache. Als „Münsteraner Modell“ weithin beachtet (und von mehreren deutschen Universitäten für andere Sprachen nachgeahmt) wurden die von Scholz geschaffenen und geleiteten Intensivkurse zum Erlernen des Lettischen und des Litauischen, die als Modellversuch vom Bundesministerium für Bildung und Wissenschaft und vom Ministerium für Wissenschaft und Forschung des Landes Nordrhein-Westfalen gefördert wurden.
Neben aller sprachwissenschaftlichen Lehre und Forschung galt seine enorme Arbeitskraft weiterhin auch der Literaturwissenschaft. Scholz hielt Lehrveranstaltungen vor allem zur russischen, ukrainischen, belarussischen, polnischen, litauischen, lettischen und estnischen Literatur – ein außerordentlich breites Spektrum, das an deutschen Universitäten singulär war. Als das „Opus magnum“ seiner Veröffentlichungen gilt das Werk Die Literaturen des Baltikums – ihre Entstehung und Entwicklung von 1990. Dank seines wissenschaftlichen Renommees und seiner Kontakte konnte er das Institut für Interdisziplinäre Baltische Studien an der Universität Münster gründen. Er blieb zunächst dessen Direktor, auch nachdem er 1983 emeritiert worden war.
Von 1980 bis 1986 war Scholz Vorsitzender des Verbandes der Hochschullehrer für Slawistik und von 1985 bis 1990 Vorsitzender des UNESCO-Komitees der Bundesrepublik Deutschland zur Förderung der Slawischen Studien.

### Arbeit als Übersetzer
Friedrich Scholz übersetzte literarische Werke aus dem Französischen, Irischen und – zusammen mit seiner Ehefrau Barbara – aus dem Estnischen. Friedrich und Barbara Scholz machten Anton Hansen-Tammsaare den deutschsprachigen Lesern bekannt.

## Ehrungen
Aufgrund seiner wissenschaftlichen Leistungen wurde Friedrich Scholz mehrfach geehrt und ausgezeichnet:
- seit 1978: Korrespondierendes Mitglied der Finnischen Literaturgesellschaft in Helsinki
- seit 1983: Mitglied der Nordrhein-Westfälischen Akademie der Wissenschaften und der Künste Düsseldorf
- 1988: Bundesverdienstkreuz am Bande
- seit 1988: Mitglied des Johann-Gottfried-Herder-Forschungsrates in Marburg
- 1989: Mitglied der Ukrainian Academy of Arts and Science in New York
- seit 1992: Korrespondierendes Mitglied der Lettischen Akademie der Wissenschaften
- 1995 Ehrenmitglied der Baltischen Historischen Kommission zu Göttingen
- 1998: Ehrendoktorwürde der Universität Vilnius

## Schriften (Auswahl)
- Studien zur Geschichte des umschriebenen Perfekts in den slavischen Sprachen. Dissertation vom 10. Juli 1953, Universität Hamburg.
- Slavische Etymologie. Eine Anleitung zur Benutzung etymologischer Wörterbücher (= Slavistische Studienbücher. Band 3). Harrassowitz, Wiesbaden 1966.
- Russian Impersonal Expressions Used with Reference to a Person. Mouton, Den Haag 1973.
- (Hrsg.): Commentationes linguisticae et philologicae Ernesto Dickenmann lustrum claudenti quintum decimum. Winter, Heidelberg 1977, ISBN 3-533-02574-8.
- (Hrsg.): Philipp Ruhig: Betrachtung der littauischen Sprache, in ihrem Ursprunge, Wesen und Eigenschaften (= Linguarum minorum documenta historiographica. Band 4). Buske, Hamburg 1981, ISBN 3-87118-460-8 (Nachdruck der Ausgabe Königsberg 1745).
- (Hrsg.): Weißrußland und der Westen. Beiträge zu einem internationalen Symposium in Münster vom 3. – 6. Mai 1990 (= Schriften zur Kultur der Slaven. Band 2). Dresden University Press, Dresden 1997, ISBN 3-931828-56-5.
- mit Wolfgang Tenhagen (Hrsg.): Die baltischen Staaten im 5. Jahr der Unabhängigkeit. Eine Bestandsaufnahme; Beiträge zu einem internationalen Symposium in Münster 14./15. Nov. 1996 (= Veröffentlichungen des Slavisch-Baltischen Seminars der Universität Münster. Band 7). Lit, Münster 1997, ISBN 3-8258-3273-2.
- mit Gerhard Schott (Hrsg.): Jurij Bojko-Blochyn. Schriftenverzeichnis 1930–1988 (= Beiträge zur neueren Literaturgeschichte; Folge 3. Band 90). Winter, Heidelberg 1989, ISBN 3-533-04114-X.
- Die Literaturen des Baltikums. Ihre Entstehung und Entwicklung (= Abhandlungen der Rheinisch-Westfälischen Akademie der Wissenschaften. Band 80). Westdeutscher Verlag, Opladen 1990, ISBN 3-531-05097-4.
- mit Hans Rothe, Reinhold Olesch (Hrsg.): Textkritische Edition der Übersetzung des Psalters in die litauische Sprache von Johannes Bretke, Pastor zu Labiau und Königsberg i.Pr., nach der Handschrift aus dem Jahre 1580 und der überarbeiteten Fassung dieses Psalters von Johannes Rehsa, Pastor zu Königsberg i.Pr., nach dem Druck aus dem Jahre 1625; nebst der Übersetzung des Psalters in die deutsche Sprache von Martin Luther nach der Ausgabe aus dem Jahre 1545 (= Biblia Slavica VI: Supplementum: Biblia Lithuanica. Band 6). Schöningh, Paderborn 2002, ISBN 3-506-71681-6.